# 小西铁路
小西线原名小梨线，位于重庆市，从小南海站到梨树湾折返所（原梨樹灣站），经跳蹬站、中梁山站、重庆西站渝昆场，连接了重庆西站和成渝铁路。1953年，中梁山煤矿准轨专用线（小南海—中梁山煤矿北井广场）动工:48，1958年建成通车，1965年移交重庆铁路分局管辖。1970年代，中梁山支线纳入重庆铁路枢纽后，铁路部门修建了连接原重庆东站的联络线，并将其更名小梨线:316,321:83。
2017年渝贵铁路通车后，铁路部门将小梨线跳蹬至重庆西站区间路线电气化。